# 总序樫木
总序樫木（学名：Dysoxylum laxiracemosum）为楝科樫木属下的一个种。